# Guan Xing
En aquest nom xinès, el cognom és Guan.
Guan Xing va ser un oficial administratiu de Shu Han durant el període dels Tres Regnes de la història xinesa. Era el segon fill del militar general Guan Yu i el germà menor de Guan Ping. Va succeir al seu pare quan tant Guan Yu com Guan Ping foren capturats i ajusticiats per les forces de Wu Oriental a la batalla de Fancheng en el 219 EC. Des de la seva joventut, Guan Xing va estar afavorit per Zhuge Liang, el Canceller del Shu Han. Quan va complir els dinou anys, se li va donar un post militar, però va morir durant els propers anys, degut a una causa indocumentada.

## En la ficció
En la novel·la històrica el Romanç dels Tres Regnes de Luo Guanzhong, el personatge de Guan Xing rep molta més importància en comparació al paper del personatge històric en els registres.
En el capítol 81, Guan Xing es diu d'haver competit amb Zhang Bao, fill de Zhang Fei, sobre el comandament de la força d'avantguarda per a atacar l'estat de Wu Oriental per venjar als seus pares. Liu Bei, emperador de Shu Han, llavors els va demanar jurar de ser germans tal com ell va fer amb Guan Yu i Zhang Fei fa molts anys.
En el capítol 83, Guan Xing mata amb èxit a Pan Zhang, comandant de la divisió que prèviament havia capturat a Guan Yu. És escrit que el fantasma de Guan Yu va fer congelar-se de por a Pan Zhang, permetent Guan Xing el poder matar-lo. D'aquesta manera, ell va recuperar l'arma del seu pare, el Sabre de Drac Verd de Lluna Creixent. Més tard, quan Mi Fang i Fu Shiren, els dos originalment oficials de Shu que havien fet defecció cap a Wu Oriental i en última instància havien causat la mort de Guan Yu, es rendeixen a Liu Bei novament, Liu Bei es nega a perdonar-los i ordena a Guan Xing d'executar la parella davant d'un altar dedicat a Guan Yu.
En el capítol 91, Guan Xing és nomenat Comandant de la Guàrdia Esquerra (帳前左護衛使) i titulat General Drac Augmentant (龍驤將軍). Després va seguir al primer ministre Zhuge Liang en les Expedicions del Nord contra Cao Wei. Ell finalment mor d'una malaltia en el capítol 102.